# Gran Premio de China de Motociclismo de 2006
El Gran Premio de China de Motociclismo de 2006 fue la cuarta prueba del Campeonato del Mundo de Motociclismo de 2006. Tuvo lugar en el fin de semana del 12 al 14 de mayo de 2006 en el Circuito Internacional de Shanghái, situado en la ciudad de Shanghái, China. La carrera de MotoGP fue ganada por Dani Pedrosa, seguido de Nicky Hayden y Colin Edwards. Héctor Barberá ganó la prueba de 250cc, por delante de Andrea Dovizioso y Hiroshi Aoyama. La carrera de 125cc fue ganada por Mika Kallio, Mattia Pasini fue segundo y Álvaro Bautista tercero.

## Resultados MotoGP
| Pos.            | N.º | Piloto             | Constructor | Vueltas | Tiempo/Retirado | Grilla | Puntos |
| --------------- | --- | ------------------ | ----------- | ------- | --------------- | ------ | ------ |
| 1               | 26  | Dani Pedrosa       | Honda       | 22      | 44:07.734       | 1      | 25     |
| 2               | 69  | Nicky Hayden       | Honda       | 22      | +1.505          | 5      | 20     |
| 3               | 5   | Colin Edwards      | Yamaha      | 22      | +14.634         | 3      | 16     |
| 4               | 21  | John Hopkins       | Suzuki      | 22      | +19.265         | 2      | 13     |
| 5               | 27  | Casey Stoner       | Honda       | 22      | +23.061         | 7      | 11     |
| 6               | 6   | Makoto Tamada      | Honda       | 22      | +23.879         | 11     | 10     |
| 7               | 33  | Marco Melandri     | Honda       | 22      | +24.101         | 8      | 9      |
| 8               | 65  | Loris Capirossi    | Ducati      | 22      | +24.467         | 10     | 8      |
| 9               | 15  | Sete Gibernau      | Ducati      | 22      | +28.358         | 6      | 7      |
| 10              | 56  | Shinya Nakano      | Kawasaki    | 22      | +33.815         | 4      | 6      |
| 11              | 24  | Toni Elías         | Honda       | 22      | +35.316         | 15     | 5      |
| 12              | 17  | Randy de Puniet    | Kawasaki    | 22      | +52.004         | 9      | 4      |
| 13              | 10  | Kenny Roberts, Jr. | KR211V      | 22      | +56.293         | 18     | 3      |
| 14              | 7   | Carlos Checa       | Yamaha      | 22      | +1:03.575       | 14     | 2      |
| 15              | 66  | Alex Hofmann       | Ducati      | 22      | +1:11.172       | 16     | 1      |
| 16              | 77  | James Ellison      | Yamaha      | 22      | +1:23.075       | 17     |        |
| 17              | 30  | José Luis Cardoso  | Ducati      | 22      | +1:35.150       | 19     |        |
| Ret             | 46  | Valentino Rossi    | Yamaha      | 17      | Retirement      | 13     |        |
| Ret             | 71  | Chris Vermeulen    | Suzuki      | 3       | Accident        | 12     |        |
| Reporte Oficial |     |                    |             |         |                 |        |        |

## Resultados 250cc
| Pos.            | N.º | Piloto            | Constructor | Vueltas | Tiempo/Retirado | Grilla | Puntos |
| --------------- | --- | ----------------- | ----------- | ------- | --------------- | ------ | ------ |
| 1               | 80  | Héctor Barberá    | Aprilia     | 21      | 44:49.445       | 1      | 25     |
| 2               | 34  | Andrea Dovizioso  | Honda       | 21      | +0.266          | 4      | 20     |
| 3               | 4   | Hiroshi Aoyama    | KTM         | 21      | +3.320          | 7      | 16     |
| 4               | 48  | Jorge Lorenzo     | Aprilia     | 21      | +3.602          | 2      | 13     |
| 5               | 55  | Yuki Takahashi    | Honda       | 21      | +3.618          | 6      | 11     |
| 6               | 58  | Marco Simoncelli  | Gilera      | 21      | +15.850         | 17     | 10     |
| 7               | 15  | Roberto Locatelli | Aprilia     | 21      | +16.003         | 11     | 9      |
| 8               | 73  | Shuhei Aoyama     | Honda       | 21      | +16.555         | 3      | 8      |
| 9               | 14  | Anthony West      | Aprilia     | 21      | +21.860         | 8      | 7      |
| 10              | 96  | Jakub Smrž        | Aprilia     | 21      | +27.041         | 9      | 6      |
| 11              | 54  | Manuel Poggiali   | KTM         | 21      | +34.289         | 10     | 5      |
| 12              | 50  | Sylvain Guintoli  | Aprilia     | 21      | +34.563         | 12     | 4      |
| 13              | 36  | Martín Cárdenas   | Honda       | 21      | +39.232         | 16     | 3      |
| 14              | 25  | Alex Baldolini    | Aprilia     | 21      | +41.696         | 20     | 2      |
| 15              | 28  | Dirk Heidolf      | Aprilia     | 21      | +42.693         | 13     | 1      |
| 16              | 8   | Andrea Ballerini  | Aprilia     | 21      | +43.148         | 15     |        |
| 17              | 57  | Chaz Davies       | Aprilia     | 21      | +56.667         | 18     |        |
| 18              | 16  | Jules Cluzel      | Aprilia     | 21      | +1:00.754       | 23     |        |
| 19              | 23  | Arturo Tizón      | Honda       | 21      | +1:08.145       | 19     |        |
| 20              | 62  | Shi Zhao Huang    | Yamaha      | 21      | +1:45.025       | 22     |        |
| 21              | 63  | Jin Xiao          | Yamaha      | 20      | +1 lap          | 25     |        |
| Ret             | 85  | Alessio Palumbo   | Aprilia     | 15      | Retirement      | 27     |        |
| Ret             | 19  | Sebastián Porto   | Honda       | 12      | Retirement      | 21     |        |
| Ret             | 22  | Luca Morelli      | Aprilia     | 7       | Retirement      | 26     |        |
| Ret             | 59  | Chin Feng Ho      | Aprilia     | 3       | Accident        | 28     |        |
| Ret             | 60  | Zhu Wang          | Aprilia     | 3       | Retirement      | 24     |        |
| Ret             | 7   | Alex de Angelis   | Aprilia     | 2       | Accident        | 5      |        |
| Ret             | 21  | Arnaud Vincent    | Honda       | 0       | Retirement      | 14     |        |
| DNQ             | 61  | Zheng Peng Li     | Aprilia     |         | Did not qualify |        |        |
| Reporte Oficial |     |                   |             |         |                 |        |        |

## Resultados 125cc
| Pos.            | N.º | Piloto                   | Constructor | Vueltas | Tiempo/Retirado | Grilla | Puntos |
| --------------- | --- | ------------------------ | ----------- | ------- | --------------- | ------ | ------ |
| 1               | 36  | Mika Kallio              | KTM         | 19      | 42:06.223       | 1      | 25     |
| 2               | 75  | Mattia Pasini            | Aprilia     | 19      | +0.097          | 6      | 20     |
| 3               | 19  | Álvaro Bautista          | Aprilia     | 19      | +0.357          | 4      | 16     |
| 4               | 14  | Gábor Talmácsi           | Honda       | 19      | +0.899          | 5      | 13     |
| 5               | 60  | Julián Simón             | KTM         | 19      | +1.106          | 3      | 11     |
| 6               | 52  | Lukáš Pešek              | Derbi       | 19      | +1.886          | 2      | 10     |
| 7               | 55  | Héctor Faubel            | Aprilia     | 19      | +20.727         | 20     | 9      |
| 8               | 32  | Fabrizio Lai             | Honda       | 19      | +21.478         | 11     | 8      |
| 9               | 71  | Tomoyoshi Koyama         | Malaguti    | 19      | +21.558         | 10     | 7      |
| 10              | 24  | Simone Corsi             | Gilera      | 19      | +21.640         | 19     | 6      |
| 11              | 33  | Sergio Gadea             | Aprilia     | 19      | +21.722         | 13     | 5      |
| 12              | 35  | Raffaele De Rosa         | Aprilia     | 19      | +22.017         | 8      | 4      |
| 13              | 29  | Andrea Iannone           | Aprilia     | 19      | +23.734         | 17     | 3      |
| 14              | 6   | Joan Olivé               | Aprilia     | 19      | +27.491         | 21     | 2      |
| 15              | 63  | Mike Di Meglio           | Honda       | 19      | +39.818         | 16     | 1      |
| 16              | 41  | Aleix Espargaró          | Honda       | 19      | +49.284         | 15     |        |
| 17              | 11  | Sandro Cortese           | Honda       | 19      | +49.332         | 18     |        |
| 18              | 16  | Michele Conti            | Honda       | 19      | +49.500         | 23     |        |
| 19              | 18  | Nicolás Terol            | Derbi       | 19      | +49.744         | 24     |        |
| 20              | 17  | Stefan Bradl             | KTM         | 19      | +49.793         | 22     |        |
| 21              | 43  | Manuel Hernández         | Aprilia     | 19      | +50.009         | 25     |        |
| 22              | 38  | Bradley Smith            | Honda       | 19      | +50.162         | 30     |        |
| 23              | 12  | Federico Sandi           | Aprilia     | 19      | +54.547         | 32     |        |
| 24              | 53  | Simone Grotzkyj          | Aprilia     | 19      | +55.055         | 39     |        |
| 25              | 15  | Michele Pirro            | Aprilia     | 19      | +59.726         | 31     |        |
| 26              | 44  | Karel Abraham            | Aprilia     | 19      | +1:04.809       | 33     |        |
| 27              | 37  | Joey Litjens             | Honda       | 19      | +1:04.818       | 34     |        |
| 28              | 21  | Mateo Túnez              | Aprilia     | 19      | +1:21.244       | 35     |        |
| 29              | 20  | Roberto Tamburini        | Aprilia     | 19      | +1:22.707       | 38     |        |
| 30              | 26  | Vincent Braillard        | Aprilia     | 19      | +1:22.994       | 37     |        |
| 31              | 13  | Dino Lombardi            | Aprilia     | 19      | +1:23.596       | 36     |        |
| 32              | 45  | Imre Tóth                | Aprilia     | 19      | +1:43.819       | 27     |        |
| 33              | 9   | Michael Ranseder         | KTM         | 19      | +1:50.719       | 29     |        |
| Ret             | 23  | Lorenzo Baroni           | Honda       | 16      | Accident        | 27     |        |
| Ret             | 22  | Pablo Nieto              | Aprilia     | 15      | Retirement      | 8      |        |
| Ret             | 7   | Alexis Masbou            | Malaguti    | 10      | Retirement      | 26     |        |
| Ret             | 1   | Thomas Lüthi             | Honda       | 4       | Retirement      | 7      |        |
| Ret             | 10  | Ángel Rodríguez Campillo | Aprilia     | 2       | Accident        | 9      |        |
| Ret             | 8   | Lorenzo Zanetti          | Aprilia     | 0       | Accident        | 14     |        |
| DSQ             | 86  | Ho Wan Chow              | Honda       | 11      | Black flag      | 40     |        |
| Reporte Oficial |     |                          |             |         |                 |        |        |